# كتلة تجارية

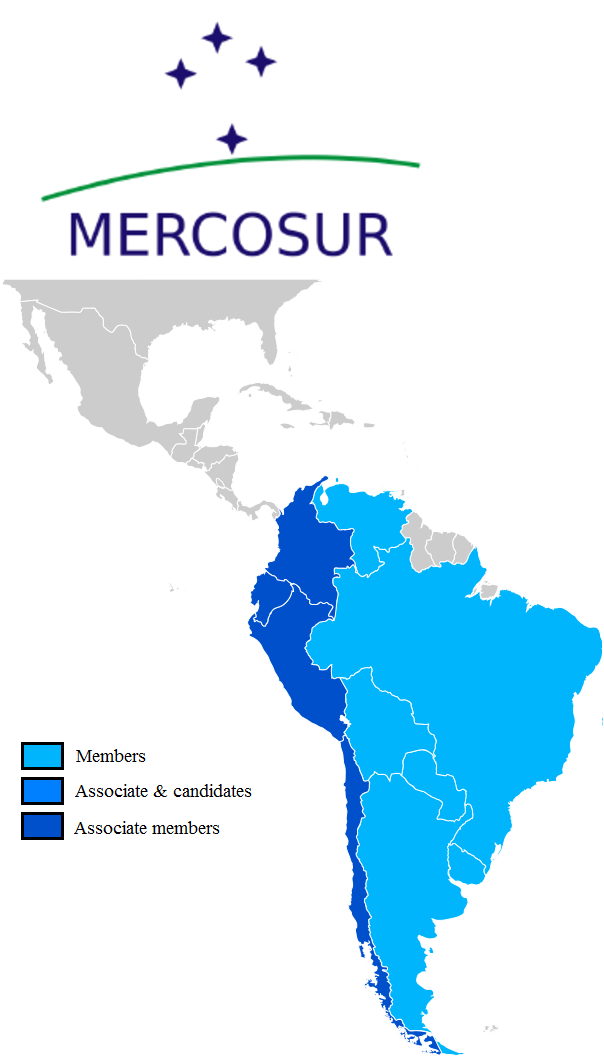
ميركوسور

الكتلة التجارية هي نوع من اتفاق بين الحكومات، في كثير من الأحيان جزء من منظمة حكومية دولية إقليمية، حيث الحواجز أمام التجارة الإقليمية (التعريفات الجمركية والحواجز غير الجمركية) يتم تخفيضها أو الغائها بين الدول المشاركة.

## الوصف
واحدة من التكتلات الاقتصادية الأولى في الاتحاد الجمركي الألماني (Zollverein) التي بدأت في عام 1834، شكلت على أساس من الاتحاد الألماني لاحقا والإمبراطورية الألمانية في الفترة من 1871. عرام من تشكيل كتلة تجارية وشوهدت في 1960s و1970s، وكذلك في 1990s بعد انهيار الشيوعية بحلول 1997، أجريت أكثر من 50 ٪ من مجمل التجارة العالمية تحت رعاية التكتلات التجارية الإقليمية. [2] الاقتصاديين جيفري جيه سكوت من معهد بيترسون للتلاحظ الاقتصاد الدولي أن أعضاء التكتلات التجارية الناجحة عادة حصة أربع سمات مشتركة : مشابهة مستويات نصيب الفرد من الناتج القومي الإجمالي، والقرب الجغرافي، مماثلة أو متوافقة مع النظم التجارية، والالتزام السياسي لمنظمة إقليمية. [3]
دعاة التجارة الحرة في جميع أنحاء العالم بصورة عامة تعارض التكتلات التجارية، والتي، كما يقولون، وتشجيع الإقليمية بدلا من التجارة الحرة العالمية. علماء وخبراء الاقتصاد يواصل مناقشة ما إذا كانت التكتلات التجارية الإقليمية هي التي تؤدي إلى مزيد من تجزئة الاقتصاد العالمي أو تشجيع تمديد العالمية القائمة نظام متعدد الأطراف التجارية. التكتلات التجارية يمكن أن تكون قائمة بذاتها الاتفاقات المبرمة بين عدة ولايات (مثل أمريكا الشمالية اتفاق التجارة الحرة (نافتا)، أو جزءا من المنظمة الإقليمية (مثل الاتحاد الأوروبي). اعتمادا على مستوى التكامل الاقتصادي، يمكن أن التكتلات التجارية تندرج في فئات مختلفة، مثل المناطق التجارية التفضيلية، مناطق التجارة الحرة، الاتحادات الجمركية، الأسواق المشتركة والاتحادات الاقتصادية والنقدية.

## معرض صور

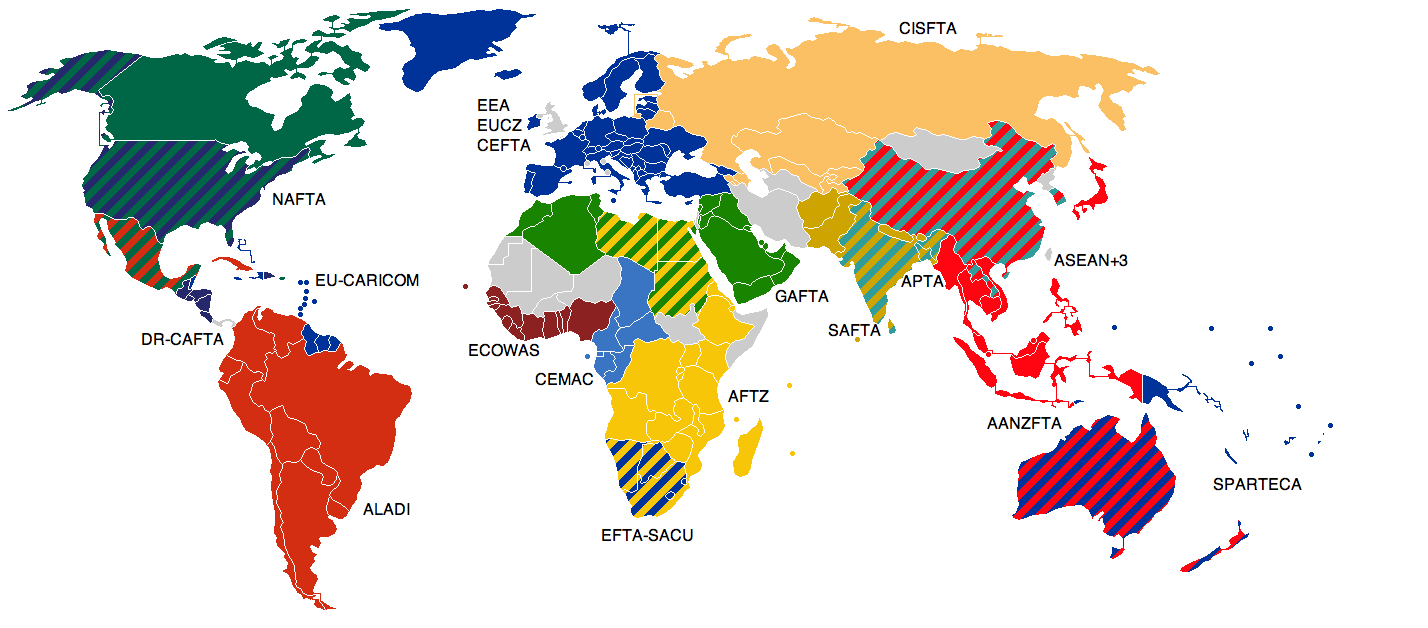
منطقة تجارة حرة
اتحاد جمركي
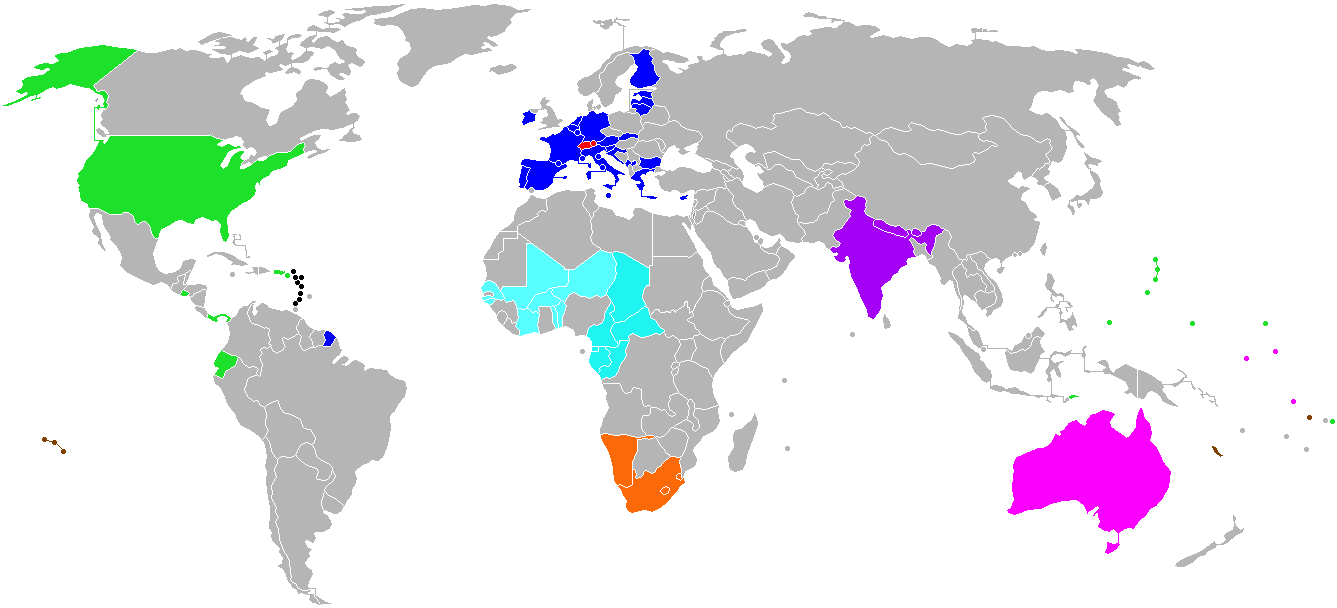
الاتحاد النقدي

## اقرأ أيضًا
- الرابطة الأوروبية للتجارة الحرة